# 沃利·奥尔兹
沃利·奥尔兹（英語：Wally Olds，1949年8月17日—2009年1月11日），美国男子冰球运动员，场上位置是后卫。他曾代表美国国家队参加1972年冬季奥林匹克运动会冰球比赛，获得一枚银牌。